# Condé-sur-Aisne
Condé-sur-Aisne es una comuna francesa, situada en el departamento de Aisne, de la región de Alta Francia.

## Demografía
| 185 | 174 | 227 | 245 | 318 | 358 | 403 | 368 |
| Para los censos de 1962 a 1999 la población legal corresponde a la población sin duplicidades (Fuente: INSEE [Consultar]) |     |     |     |     |     |     |     |